# Happy Anywhere
«Happy Anywhere» (с англ. — «Счастлив где угодно») — четвёртый сингл американского кантри-певца Блейка Шелтона, записанный при участии его жены и певицы Гвен Стефани, с его двенадцатого студийного альбома Body Language. Продюсером сингла стал Скотт Хендрикс, авторами песни — Росс Куперман, Джош Осборн и Matt Jenkins. «Happy Anywhere» стала четвёртой (после «Go Ahead and Break My Heart», «You Make It Feel Like Christmas» и «Nobody but You») совместной записью Блейка Шелтона и Гвен Стефани. Лидс-сингл альбома вышел 24 июля 2020 года.

## История
Шелтон впервые представил песню 20 июля 2020 года в официальном пресс-релизе. В тот же день он представил обложку сингла через свой официальный аккаунт в Instagram. Он также подтвердил причастность Стефани к треку и заявил, что он был вдохновлен событиями пандемии COVID-19.
Песню написали Росс Куперман, Джош Осборн и Matt Jenkins.
Песня была выпущена для музыкальных магазинов для цифровой загрузки и стриминг 24 июля 2020 года через Warner Records. Это четвертое сотрудничество Шелтона и Стефани после «Go Ahead and Break My Heart» (2016), «You Make It Feel Like Christmas» (2017) и «Nobody but You». В США она попала на кантри радио для трансляции на следующий день. В сентябре 2020 года официальный сайт Шелтона объявил конкурс, на котором фанаты могли загружать свои фотографии с «описанием человека, который делает вас счастливым где угодно»; затем рассказы были размещены на карте мира на сайте.

## Музыкальное видео
Сопровождающий музыкальный видеоклип для «Happy Anywhere» был выпущен на канале Шелтона на YouTube 24 июля 2020 года. Клип был снят Тоддом Стефани, младшим братом Гвен, который во время пандемии COVID-19 гостил в доме на ранчо Шелтона в Оклахоме.

## Концертные исполнения
20 июля 2020 года было объявлено, что Шелтон и Стефани исполнят «Happy Anywhere» вживую во время эпизода телепрограммы Today в США. Выступление будет транслироваться в рамках серии рекламных концертов Citi Music Series летом 2020 года. Также ожидается, что он будет исполнен вживую во время шоу Шелтона Encore Drive-In Nights, концерта, который будет показан в автокинотеатрах США 25 июля 2020 года. 14 декабря 2020 года Шелтон и Стефани выступили на премьере финала 19 сезона The Voice.

## Коммерческий успех
Сингл «Happy Anywhere» в первую неделю вошёл в чарте Billboard Hot 100 на 56-м месте в неделю с 7 августа 2020 года. Как совместная работа, она стала для Шелтона и Стефани их высшим достижением в Hot 100, после «Go Ahead and Break My Heart» (который дебютировал на 70-м месте в 2016 год) и «Nobody but You» (который дебютировал на 79-м месте в 2019 году). Спустя неделю «Happy Anywhere» спустился на 33 места на позицию 89 в чарте Billboard Hot 100. В США трек в первую неделю был продан в количестве 27,000 цифровых копий, или всего 60,000 трек-эквивалентных единиц. Сингл также сгенерировал 4,5 миллиона потоков, аналогично первоначальному воздействию «Nobody but You» в США в течение его первой недели. Это привело к тому, что песня появилась в чарте Country Streaming Songs, где она заняла 23 место. Затем песня вошла в несколько цифровых чартов Billboard в США. Она дебютировала на первом месте Country Digital Song Sales, став для дуэта их вторым чарттоппером после «Nobody but You». Она достигла второго места в цифровом чарте Digital Song Sales, уступив вершину лишь синглу Тейлор Свифт «Cardigan». «Happy Anywhere» также появилась в Rolling Stone Top 100 на 63-м месте.
Песня также вошла в несколько чартов Billboard в Канаде. В главном Canadian Hot 100 песня дебютировала на 86-м месте, улучшив дебют «Nobody but You», у котрой тогда было 93-е место. В цифровом чарте Hot Canadian Digital Song Sales песня достигла второго места, повторив успех «Nobody but You». В радиочарте Canada Country песня дебютировала на 42-м месте.
В декабре 2020 года песня достигла позиции номер один в Country Airplay, став там 28-м чарттоппером Шелтона и вторым для Стефани. По этому показателю он уступает только двум лидерам в истории этого чарта: Кенни Чесни (30) и Tim McGraw (29).

## Позиции в чартах
| Чарт (2020—2021)                       | Высшая позиция |
| -------------------------------------- | -------------- |
| Австралия (Country, The Music Network) | 2              |
| Канада (Billboard Canadian Hot 100)    | 41             |
| Канада (Billboard Country)             | 1              |
| США (Billboard Hot 100)                | 32             |
| США (Billboard Country Airplay)        | 1              |
| США (Billboard Hot Country Songs)      | 3              |
| США (Rolling Stone Top 100             | 63             |

| Чарт (2020)                        | Позиция |
| ---------------------------------- | ------- |
| США (Country Airplay, Billboard)   | 48      |
| США (Hot Country Songs, Billboard) | 50      |

## История релиза
| Регион | Дата         | Формат                     | Лейбл  | Ссылка |
| ------ | ------------ | -------------------------- | ------ | ------ |
| Мир    | 24 июля 2020 | Цифровые загрузки стриминг | Warner | [ 6 ]  |
| США    | 25 июля 2020 | Country radio              | Warner | [ 7 ]  |